# Georgios Papadopoulos
Georgios Papadopoulos (griechisch Γεώργιος Παπαδόπουλος, * 5. Mai 1919 in Eleochori, Achaia; † 27. Juni 1999 in Athen) war ein griechischer Offizier und Politiker. Der Oberst des Griechischen Heeres war ein Anführer des Militärputsches am 21. April 1967 und führender Kopf der griechischen Militärdiktatur (Obristenregime). 
Von Dezember 1967 bis Oktober 1973 amtierte er als Premierminister, ab März 1972 außerdem als Regent (Vizekönig). Mit der Abschaffung der Monarchie wurde er am 1. Juni 1973 Präsident der Griechischen Republik. Nach dem Studentenaufstand am Polytechnikum stürzte ihn am 25. November 1973 der Chef der Militärpolizei, Dimitrios Ioannidis. Er wurde 1975 zum Tode verurteilt, die Strafe aber in lebenslange Haft umgewandelt.

## Werdegang
Papadopoulos wurde in dem kleinen Dorf Eleochori (Ελαιοχώρι Αχαΐας) als Sohn eines Lehrers geboren. Nach dem Besuch des Gymnasiums besuchte er von 1937 bis 1940 die Kadettenschule (Σχολή Ευελπίδων). Eine Ausbildung zum Bauingenieur beendete er ohne Abschluss. Nach der Invasion Italiens in Griechenland und dem Beginn des deutschen Balkanfeldzugs nahm er im Zweiten Weltkrieg als Artillerieleutnant an den kriegerischen Auseinandersetzungen teil.
Ob Papadopulos während der Besetzung Griechenlands durch die deutsche Wehrmacht, Italien und Bulgarien Mitglied der antikommunistischen Sicherheitsbataillone war, ist umstritten. Anfang 1944 verließ er mit Hilfe des britischen Geheimdienstes Griechenland und ging nach Kairo, wo die griechische Exilregierung ihren Sitz hatte. Nach der Befreiung Griechenlands beteiligte er sich an der Gründung der rechtsgerichteten paramilitärischen IDEA.
1946 wurde Papadopoulos zum Hauptmann befördert, 1949 während des Griechischen Bürgerkriegs zum Major. Nachdem er 1953 bei der CIA eine Ausbildung erhalten hatte, diente er von 1959 bis 1964 als Kontaktmann des militärischen Geheimdienstes KYP zu dem CIA-Spitzenagenten John Fatseas.
Papadopoulos war auch Mitglied des Kriegsgerichts, das den kommunistischen Führer Nikos Belogiannis 1951 zum Tode verurteilte. Dieses Todesurteil (Papadopoulos hatte dagegen gestimmt) wurde allerdings nicht vollstreckt, jedoch wurde Belogiannis Anfang 1952 wegen Spionage erneut angeklagt, verurteilt und hingerichtet.
1956 nahm Papadopoulos an einem fehlgeschlagenen Putschversuch gegen König Paul teil. 1958 wirkte er an der Gründung einer militärischen Aufsichtsbehörde unter General Gogousis mit, die später den erfolgreichen Staatsstreich vom 21. April 1967 vorbereitete. 1964 wurde Papadopoulos auf Anordnung des der Enosis Kendrou (EK, Zentrumsunion) angehörenden Verteidigungsministers Garoufalias zu einer Artilleriedivision in Westthrakien versetzt. Im Juni 1965 erregte Papadopoulos Aufsehen, als er zwei ihm unterstehende Soldaten und acht linksgerichtete Zivilisten unter der Beschuldigung inhaftierte, sie hätten Sabotage verübt, indem sie Zucker in den Tank von Armeefahrzeugen geschüttet hätten. Die zehn Beschuldigten wurden inhaftiert und gefoltert, es stellte sich jedoch heraus, dass Papadopoulos selbst die Sabotageakte verübt hatte. 1967 wurde Papadopoulos zum Oberst befördert.

## Putsch am 21. April 1967
Anfang der 1960er Jahre hatten in Griechenland die innenpolitischen Spannungen durch Auseinandersetzungen zwischen König Konstantin II. und Ministerpräsident Georgios Papandreou zu einer instabilen Lage geführt. Wenige Tage vor den Parlamentswahlen am 28. Mai 1967, bei denen allgemein ein Sieg Papandreous erwartet wurde, führte eine Gruppe konservativer Offiziere mittlerer Dienstgrade unter Georgios Papadopoulos Leitung einen Staatsstreich durch. Zur Organisation des Putsches konnten Papadopoulos und seine Freunde – an erster Stelle Oberst Karydas – die Operationen zur Machtergreifung auslösen, indem sie einfach die Durchführung des Prometheus-Planes, einer auf die Destabilisierung jedweder – egal auf welche Weise – an die Macht kommenden kommunistischen Regierung abzielenden Maßnahme, befahlen. Papadopoulos wusste wie alle griechischen Stabs-Offiziere von der Existenz des Prometheus-Planes; der Plan wurde nach den Richtlinien der NATO ausgearbeitet und ständig dem neuesten Stand der Entwicklung angepasst. Einige Monate vor dem Staatsstreich hatten sie die Vervollständigung der Liste zu verhaftender Personen durchgesetzt, indem sie eine Liste B mit den Namen der wichtigsten Führer der nichtkommunistischen Parlamentsfraktionen hinzufügten, die gleichzeitig „neutralisiert“ oder „geschützt“ werden sollten.
Gegen Abend des 21. April 1967 waren über 10.000 Personen von schwer bewaffneten Soldaten in Athen, Piräus, Patras und Thessaloniki verhaftet worden. Unter ihnen waren alte Widerstandskämpfer, Hunderte von Funktionären und aktive Mitglieder aller politischen Parteien, der Gewerkschaften, der Jugendorganisationen und die meisten Minister der amtierenden Regierung, Dutzende von Abgeordneten, hohe Verwaltungsbeamte, zahlreiche Journalisten, Rechtsanwälte, Schriftsteller und Schauspieler. Noch in der Nacht verbreitete sich die Nachricht im schlafenden Athen und löste Angst und Schrecken aus.
Nach dem Putsch vom 21. April wurde sofort das Standrecht verhängt, es gab Zensur, Verhaftungen, Prügel, Folter und Ermordungen. Man schätzt, dass sich die Zahl der Opfer allein im ersten Monat auf ungefähr 8.000 Personen belief. Dies wurde durch die Erklärung gerechtfertigt, dass alles getan werden müsse, um die Nation vor einer „kommunistischen Übernahme“ zu retten.
Als der König Konstantin früh morgens von vorsprechenden Putschisten geweckt wurde, wollte er den Ungehorsam der Armee nicht wahrhaben. Die von den Obristen in den Räumen des Pentagons, des Sitzes des Generalstabs bei Athen, festgehaltenen Generäle hatten ihm geraten, nichts zu veranlassen, was die gerühmte Einheit der Armee in Frage stellen könne. Eine Militärdiktatur schien dem König zu diesem Zeitpunkt weitaus besser als eine Regierung seines Erzfeindes Georgios Papandreou.
Als einzige Konzession konnte der König den Obristen abringen, dass Konstantinos Kollias, ein früherer General-Anwalt des höchsten griechischen Gerichts Areopag, als ziviler Premierminister berufen wurde. Die Macht verblieb jedoch bei der Junta, Kollias fungierte lediglich als Aushängeschild. Papadopoulos hatte als Minister beim Ministerpräsidenten die Fäden in der Hand.

## Das Obristenregime
Papadopoulos trat bald als starke Hand des Regimes hervor. Im ersten Kabinett war er Verteidigungsminister und Minister beim Ministerpräsidenten und nach dem fehlgeschlagenen Gegenputsch des Königs wurde er selbst Ministerpräsident. Daraufhin musste der König mit seiner Familie das Land am 14.  Dezember 1967 verlassen. Das Regime reagierte mit Verhängung des Ausnahmezustands, Gleichschaltung der Presse, Folter, Massenverhaftungen und Deportationen sowie Konzentrationslagern auf den Inseln Gyaros und Leros. Papadopoulos rechtfertigte diese Maßnahmen damit, das Land habe vor einer kommunistischen Machtübernahme bewahrt werden müssen. Wegen der strikt antikommunistischen Haltung wurde das Regime von den USA unterstützt, während es ansonsten international isoliert war.

## Attentat
Am Morgen des 13. August 1968 verübte Alexandros Panagoulis ein Bombenattentat auf Papadopoulos, verfehlte jedoch sein Ziel. Panagoulis hatte unter der Küstenstraße von Sounion nach Athen, die Papadopoulos auf dem Weg von seiner privaten Residenz bei Lagonissi benutzte, eine Bombe angebracht und gezündet. Papadopoulos blieb unverletzt, Panagoulis dagegen wurde festgenommen, gefoltert, zum Tod verurteilt und blieb fünf Jahre in Haft.
Diese ganze Entwicklung führte zur völligen Isolation Griechenlands und zu heftiger Kritik durch das Ausland. Am 12. Dezember 1969 trat dann Griechenland aus dem Europarat aus.

## Das Ende des Papadopoulos-Regimes

### Öffnungsversuch
Am 21. März 1972 bestimmte sich Papadopoulos selbst zum Nachfolger von Georgios Zoitakis zum Regenten (Vizekönig). Am 1. Juni 1973 rief Papadopoulos die Republik aus und wurde selbst Staatspräsident. Zeitgleich gab er die Abschaffung der Monarchie bekannt. Unter dem Eindruck zunehmender Unzufriedenheit mit dem Regime, nachlassenden wirtschaftlichen Erfolgen und außenpolitischer Isolation leitete Papadopoulos 1973 eine von ihm bis dahin eher vage in Aussicht gestellte allmähliche Rückkehr zur Demokratie ein, die unverdient bereits als „politische Wende“ (griechisch μεταπολίτευση metapolitefsi) bezeichnet wurde. Er suchte die Unterstützung der alten politischen Klasse, konnte allerdings nur Spyros Markezinis, einen konservativen Politiker, gewinnen, den er zum Premierminister berief. Das Kriegsrecht wurde abgeschafft, die Pressezensur teilweise aufgehoben, politische Gefangene freigelassen. Papadopoulos schwebte der Übergang zu einer Präsidialdemokratie vor. Politische Parteien – allerdings nicht die Kommunistische Partei – sollten wieder zugelassen, freie Wahlen abgehalten werden.

### Sturz
Nach der Studentenrevolte am Polytechnion im November 1973 nahm dieser Liberalisierungsversuch ein plötzliches Ende. Die Hardliner unter dem Befehlshaber der Militärpolizei, Dimitrios Ioannidis, nahmen das Heft wieder in die Hand. Nach einem unblutigen Putsch übernahm General Phaidon Gizikis die Präsidentschaft. Papadopoulos wurde unter Hausarrest gestellt. Ein offensichtlich inszenierter Versuch der Machtergreifung der griechischen Nationalgarde auf Zypern mit dem Ziel der Einverleibung der Insel in das griechische Staatsgebiet (Enosis) rief dann eine Invasion durch türkisches Militär mit verheerenden Folgen hervor. Das führte schließlich zur Aufgabe der Putschisten. General Gizikis rief den konservativen Politiker Konstantinos Karamanlis aus dem Pariser Exil zurück und beauftragte ihn mit der Bildung einer neuen Regierung. Damit sollte die Rückkehr demokratisch legitimierter Kräfte eingeleitet werden.

## Verurteilung, Haft und Tod
Nach dem Sturz der Diktatur und der Übernahme der Regierungsgeschäfte durch Konstantinos Karamanlis wurden Papadopoulos und 19 weitere Offiziere wegen Hochverrats angeklagt und am 23. August 1975 zum Tode verurteilt. Die Todesstrafe wurde kurze Zeit später in lebenslange Haft umgewandelt. Er verbrachte die weitere Zeit seines Lebens im Gefängnis Korydallos bei Piräus, von wo aus er 1984 versuchte, die antikommunistische Partei Ethniki Politiki Enosis (Nationale Politische Union) ins Leben zu rufen. Wegen eines schweren Krebsleidens wurde Papadopoulos im August 1996 in ein Athener Krankenhaus verlegt, wo er im Alter von 80 Jahren am 27. Juni 1999 seiner Erkrankung erlag.

## Scheidung durch Dekret
Papadopoulos war seit 1941 in erster Ehe mit Niki Vasiliadou verheiratet und hatte mit ihr zwei Kinder. Von seiner Frau lebte er längere Zeit getrennt, konnte jedoch wegen des restriktiven griechischen Scheidungsrechts keine Scheidung ohne deren Zustimmung erreichen. Um diese Situation zu lösen, erließ er Ende 1970 als Regierungschef ein maßgeschneidertes Scheidungsrecht, das ihm die Scheidung ermöglichte, wegen einer Auslaufklausel aber nach Erfüllung dieses Zwecks wieder außer Kraft trat. Nach dieser Scheidung konnte er seine langjährige Geliebte Despina Gasparou heiraten, mit der er eine Tochter hatte.